# Ibarra
Ibarra (eigentlich San Miguel de Ibarra) ist die Hauptstadt der ecuadorianischen Provinz Imbabura und des Kantons Ibarra. Sie ist Sitz des gleichnamigen Kantons. Ibarra hat 131.900 Einwohner (2010) und liegt auf einer Höhe von ca. 2210 m in den nördlichen Anden Ecuadors, etwa 115 Kilometer nördlich von Quito. Aufgrund seiner engen Straßen und seiner kolonial anmutenden Architektur (weiße Häuser mit roten Dächern) wird Ibarra auch „die weiße Stadt“ genannt. Die Kathedrale San Agustín ist der Sitz des Bistums Ibarra.

## Geschichte
Die Stadt wurde am 29. September 1606, dem Festtag des Erzengels Michael, von Kapitän Cristobál de Troya auf Anweisung von Miguel de Ibarra, Präsident der Real Audiencia de Quito, im Auftrag König Philipps III. von Spanien gegründet. Miguel de Ibarra stammte aus dem Baskenland, wo es ebenfalls eine Stadt namens Ibarra gibt. 
Am 17. Juli 1823 fand in der Nähe der Stadt die Schlacht von Ibarra statt, in der die von Simón Bolívar persönlich geführten Truppen einen Sieg errangen. 1829 wurde Ibarra zur Provinzhauptstadt in Großkolumbien (später in Ecuador) erhoben. 
Am 16. August 1868 wurde Ibarra durch ein Erdbeben beinahe vollständig zerstört und seit 1872 wieder aufgebaut. Der 28. April 1872 gilt als zweiter Gründungstag Ibarras (Retorno).

## Sehenswürdigkeiten und Touristisches
Koloniales Ambiente strahlt das wiederaufgebaute Ibarra vor allem an den Plätzen Parque Pedro Moncayo und Parque Victor Manuel Peñaherrera (bekannt als Parque La Merced) aus. Sehenswert sind die Kathedrale San Agustín und das Kloster der Karmelitinnen.
Ibarra ist Ausgangspunkt für eine (heute nur von Touristen unternommene) Zugfahrt Richtung Salinas. Auf der Strecke der Ecuadorianischen Eisenbahn von Ibarra nach San Lorenzo verkehren sowohl ein auf den Unterbau eines Zuges gesetzter Bus (autoferro/autocarril) bis nach Salinas (für wenig begüterte Einheimische), als auch von einer Komposition mit vier Wagen hinter einer Diesellok. Des Weiteren wurde die Strecke Otavalo-Ibarra für den touristischen Schienenverkehrs wiederhergestellt.
Jährlich finden in Ibarra am letzten Wochenende im September die Fiestas de los Lagos („Seen-Feste“) statt, die von regionaler Bedeutung sind.

## Municipio
Das 242 km² große Municipio Ibarra umfasst 5 Parroquias urbanas. Beim Zensus 2010 lebten 139.721 Einwohner im Verwaltungsgebiet.

### Alpachaca
Die Parroquia Alpachaca (⊙) liegt im Nordwesten von Ibarra. Das Verwaltungsgebiet umfasst folgende Barrios: Azaya, Las Palmas, Hospital-El Seguro, Martínez de Orbe, Alpachaca (barrio cabecera), Miravalle und La Soria.

### El Sagrario
Die Parroquia El Sagrario (⊙) liegt zentral in Ibarra. Das Verwaltungsgebiet umfasst folgende Barrios: El Ejido, Condominios-Los Galeanos, La Florida, Las Colinas, El Milagro, Pugacho, Villa Europea-Imbaya, Los Pinos, Jardín de Paz, El Empedrado, Aeropuerto, Parque del Águila, Esquina del Coco, Centro Histórico (Lado este Rocafuerte), Redondel Cabezas Borja-Antigua Hacienda, Pilanquí, 19 de Enero, La Merced, Redondel de La Madre, Hospital-San Vicente de Paúl, Urbanizaciones de Mariano Acosta und Barrio Gomezjurado.

### Los Ceibos y Ruinas de Caranqui
Die Parroquia Los Ceibos y Ruinas de Caranqui (⊙) liegt im Südosten von Ibarra. Das Verwaltungsgebiet umfasst folgende Barrios: Los Ceibos (barrio cabecera), El Cedro, Caranqui (cabecera barrio histórico), Ruinas de Caranqui (protegido por el Muncicipio de Ibarra), La Esperanza, La Campiña, La Primavera, Cementerio-Necrópolis San Miguel, Cuatro Esquinas, La Portada de La Esperanza, Riveras del Tahuando, La Candelaria, Los Roques-Cementerio San Francisco und Los Reyes. 

### Priorato y La Laguna
Die Parroquia Priorato y La Laguna (⊙) liegt im Nordosten von Ibarra. Das Verwaltungsgebiet umfasst folgende Barrios: El Olivo, Ciudadela Universitaria, La Aduana, Yahuarcocha-Ingreso, Pueblo Viejo, Yahuarcocha-El Arcángel, Catacumbas, Priorato-La Esperanza (barrio cabecera), Huertos Familiares, Miraflores und Barrio España.

### San Francisco
Die Parroquia San Francisco (⊙) liegt im Osten von Ibarra und umfasst das südliche Stadtzentrum. Das Verwaltungsgebiet umfasst folgende Barrios: Terminal del Reloj, Cuestas de San Francisco, Teodoro Gómez, Cruz Verde, Ajaví, Parque de La Familia, Yacucalle, Bola Amarilla, La Victoria, Ciudadela Sur, Ciudadela Norte, La Curia-Antiguo Cuartel, Rocafuerte, La Católica, Loma de Guayabillas, Centro Histórico (Lado oeste Rocafuerte), La Bolívar und El Obelisco-Moncayo.

## Söhne und Töchter der Stadt
- Rafael Carvajal (1818–1881), Politiker
- Enrique Ayala (* 1950), Historiker und Politiker
- Álex Aguinaga (* 1969), Fußballspieler
- Marlon de Jesús (* 1991), Fußballspieler
- Harold Martín López (* 2000), Radrennfahrer
- Kevin Rodríguez (* 2000), Fußballspieler
- Anahí Suárez (* 2001), Sprinterin
- Patrickson Delgado (* 2003), Fußballspieler